# Howard Alexander Smith
Howard Alexander Smith (New York, 1880. január 30. – Princeton, 1966. október 27.) az Amerikai Egyesült Államok szenátora (New Jersey, 1944–1959).